# El joc (Star Trek: La nova generació)
"El joc" (títol original en anglès "The Game")  és el sisè episodi de la cinquena temporada, de la sèrie de televisió de ciència-ficció estatunidenca Star Trek: La nova generació i el 106è de tota la sèrie. Es va emetre originalment el 28 d'octubre de 1991 en redifusió als Estats Units. L'episodi va ser escrit per Brannon Braga. Fou dirigit per Corey Allen.
Ambientada al segle XXIV, la sèrie segueix les aventures de la tripulació de la nau de la Flota Estel·lar de la Federació Enterprise-D sota el comandament del capità Jean-Luc Picard.

## Argument
William Riker visita Risa i és introduït en un joc virtual per Etana Jol, una dona ktariana amb qui ha tingut una relació romàntica durant les seves vacances al planeta del plaer. En tornar a l'Enterprise, Riker distribueix còpies replicades del joc a la tripulació.
El cadet Wesley Crusher, de vacances de l'Acadèmia de la Flota Estel·lar, està visitant l' Enterprise i s'adona que tothom hi juga. La doctora Beverly Crusher, la mare de Wesley, apaga en secret la tinent comandant Data i saboteja els seus circuits perquè seria immune a les propietats addictives del joc. El joc atrau les persones que hi juguen estimulant els centres de plaer del seu cervell quan completen cada nivell.
Wesley informa al capità Jean-Luc Picard de les seves sospites que el joc és perillós. Tanmateix, Picard ja n'és addicte. Finalment, Wesley i la seva nova xicota, l'alferes Robin Lefler, són les úniques persones a la nau que encara no s'han tornat addictes al joc. Wesley i Robin descobreixen que les ferides de Data van ser un sabotatge i comencen a treballar en un pla per aturar la propagació del joc. Wesley coneix Robin a enginyeria, on s'assabenta que ella ha caigut sota la influència del joc, presumiblement després d'haver estat capturada per la tripulació i obligada a jugar. Riker i Worf persegueixen Wesley, ja que és l'última persona no addicta a la nau. L'atrapen en un túnel d'accés i el porten al pont, on és retingut i obligat a jugar al joc.
Data, després d'haver estat examinat i reparat per Wesley i l'alferes Lefler abans de ser obligats a sotmetre's al joc, allibera la resta de la tripulació del seu estat de control mental fent-los parpellejar polsos de llum a la cara amb una làmpada de mà (una "far de palma"). La tripulació discerneix llavors el propòsit del joc: els va fer extremadament susceptibles al poder de la suggestió, obligant-los a ajudar els creadors dels jocs, els Ktarians, en un intent de prendre el control de l' "Enterprise" i, finalment, de la Federació. Picard captura la nau Ktariana, capitanejada per Etana Jol, responsable de distribuir els jocs, i la fa remolcar fins al moll espacial més proper. Wesley i Lefler es diuen adéu a contracor quan ell torna a l'Acadèmia de la Flota Estel·lar.

## Repartiment i doblatge al català
La sèrie va ser doblada al català pels estudis Tramontana (primera part) i Soundtrack (segona part) i emesa a TV3 l’any 1991. Els dobladors de l'episodi foren:
| Personatge           | Actor/actriu     | Veu en català         |
| -------------------- | ---------------- | --------------------- |
| Jean-Luc Picard      | Patrick Stewart  | Joan Crosas           |
| William Riker        | Jonathan Frakes  | Antoni Forteza        |
| Data                 | Brent Spinner    | Joaquim Sota          |
| Geordi La Forge      | LeVar Burton     | Aleix Estadella       |
| Worf                 | Michael Dorn     | Enric Arquimbau       |
| Beverly Crusher      | Gates McFadden   | Aurora Garcia         |
| Deanna Troi          | Marina Sirtis    | Victòria Pagès        |
| Wesley Crusher       | Will Wheaton     | Albert Trifol Segarra |
| Miles O'Brien        | Colm Meaney      | Miquel Bonet          |
| Etana Jol            | Katherine Moffat | Victòria Pagès        |
| Alferes Robin Lefler | Ashley Judd      | Maria Josep Guasch    |
| Alyssa Ogawa         | Patti Yasutake   | ?                     |

## Producció
La idea original d'aquest episodi va ser de Susan Sackett i Fred Bronson, que la van presentar durant la producció de la quarta temporada. Bronson es va inspirar en la seva pròpia passió pel joc Tetris. Al productor creador Michael Piller no li va agradar la història, però el productor Rick Berman temia la manca d'històries típiques de ciència-ficció. Per tant, Piller va donar una altra oportunitat a l'esborrany i el va fer revisar per Brannon Braga.
Wil Wheaton fa la seva primera aparició com a convidat com a Wesley Crusher després de deixar la sèrie a l'episodi "Missió final". Va interpretar el personatge en tres episodis més de Star Trek: la nova generació, a la pel·lícula Star Trek: Nemesis i en un episodi de cadascuna de les sèries Star Trek: Picard i Star Trek: Lower Decks.
Ashley Judd havia interpretat anteriorment a Robin Lefler a l'episodi de la mateixa temporada Darmok. Katherine Moffat, que va interpretar Etana, també va interpretar Vaatrik Pallra a l'episodi "Necessary Evil" de la segona temporada de Star Trek: Deep Space Nine.
Els dispositius de joc Ktarians estaven fets amb auriculars ordinaris.

## Recepció
Keith DeCandido el va qualificar a "tor.com" el 2012 com un episodi força deficient de "Star Trek: La nova generació". Li van agradar molts detalls (com l'aparició d'Ashley Judd com a convidada i la seva interacció amb Wil Wheaton o l'aparició sorpresa de Data al final de l'episodi), però va trobar la història en general força ridícula i en molts aspectes increïble. Va trobar que el rentat de cervell causat pel joc era notablement selectiu, ja que els membres de la tripulació actuaven com si haguessin estat drogats durant el joc, però després tornaven a la normalitat. Com que el joc accedeix al cervell a través del nervi òptic, no sols Data sinó també el cec Geordi La Forge hi haurien de ser immunes. DeCandido tampoc va veure de cap manera plausible que algú pogués haver convençut Worf perquè provés el joc. Per tant, no li va sorprendre que les circumstàncies de l'adquisició de La Forge i Worf no s'expliquessin amb més detall a l'episodi. Va trobar els efectes informàtics del joc ktarià febles i desactualitzats, fins i tot per al seu any de producció de 1991.
Nogensmenys, el 2012 aquest episodi va ser destacat per Forbes com una selecció alternativa entre els deu millors episodis de Star Trek: La nova generació. Destaquen els seus temes sobre el plaer i l'addicció, així com comenten una escena en què Deanna menja un postre.
El 2017, Io9 va destacar "El joc" per ser una de les aventures més estranyes de TNG, amb la tripulació controlada per un videojoc de realitat augmentada altament addictiu.
TV Guide va assenyalar el paper d'Ashley Judd com a alferes Robin Lefler com un dels 28 papers d'actriu convidada sorprenents a Star Trek, assenyalant que apareix a l'episodi "Darmok" (Temporada 5 Episodi 2) a més a més a aquest episodi. També es destaca el romanç entre els personatges de Robin i Wesley. El personatge de Robin Lefler va ser classificat com el 71è personatge més important de la Flota Estel·lar dins de l'univers Star Trek.
L'autor de novel·les Star Trek Peter David va utilitzar el personatge de Robin Lefler als seus llibres Star Trek: New Frontier.
El 2019, Screen Rant va incloure la relació entre Riker i Etana al planeta Risa en una llista de males històries d'amor puntuals de la sèrie.
El 2020, GameSpot va assenyalar aquest episodi com un dels moments més estranys de la sèrie, citant el moment en què Wesley es veu obligat a jugar al joc.

## Llançaments
L'episodi es va estrenar als Estats Units el 5 de novembre de 2002, com a part del conjunt de DVD de la temporada 5 de "Star Trek: La nova generació". El primer llançament en Blu-ray va ser als Estats Units el 18 de novembre de 2013, seguit del Regne Unit l'endemà.